# Хочко, Дени
Де́ни Хо́чко (черног. Дени Хочко / Deni Hočko; родился 22 апреля 1994 года в городе Цетине, Югославия) — черногорский футболист, полузащитник клуба «Бейтар (Иерусалим)». Выступал за сборную Черногории.

## Клубная карьера
Хочко начал профессиональную карьеру в клубе «Ловчен». 11 августа 2012 года в матче против «Челика» он дебютировал в чемпионате Черногории. Летом 2013 года Хочко перешёл в «Будучност». 11 августа в матче против «Титограда» он дебютировал за новый клуб. 28 сентября в поединке против «Зеты» Дени забил свой первый гол за «Будучност». В 2017 году он помог выиграть чемпионат Черногории.
Летом 2017 года Хочко перешёл в португальский «Фамиликан». 6 августа в матче против «Ароки» он дебютировал в Сегунда лиги. 7 апреля 2018 года в поединке против «Жил Висенте» Дени забил свой первый гол за «Фамиликан».
Летом 2019 года Хочко перешёл в бельгийский «Мускрон-Перювельз». 27 июля в матче против «Сент-Трюйдена» он дебютировал в Жюпиле лиге.

## Международная карьера
28 мая 2018 года в товарищеском матче против сборной Боснии и Герцеговины Хочок дебютировал за сборную Черногории.

## Достижения
«Будучност»
- Победитель чемпионата Черногории: 2016/17